# Bendita sea tu pureza

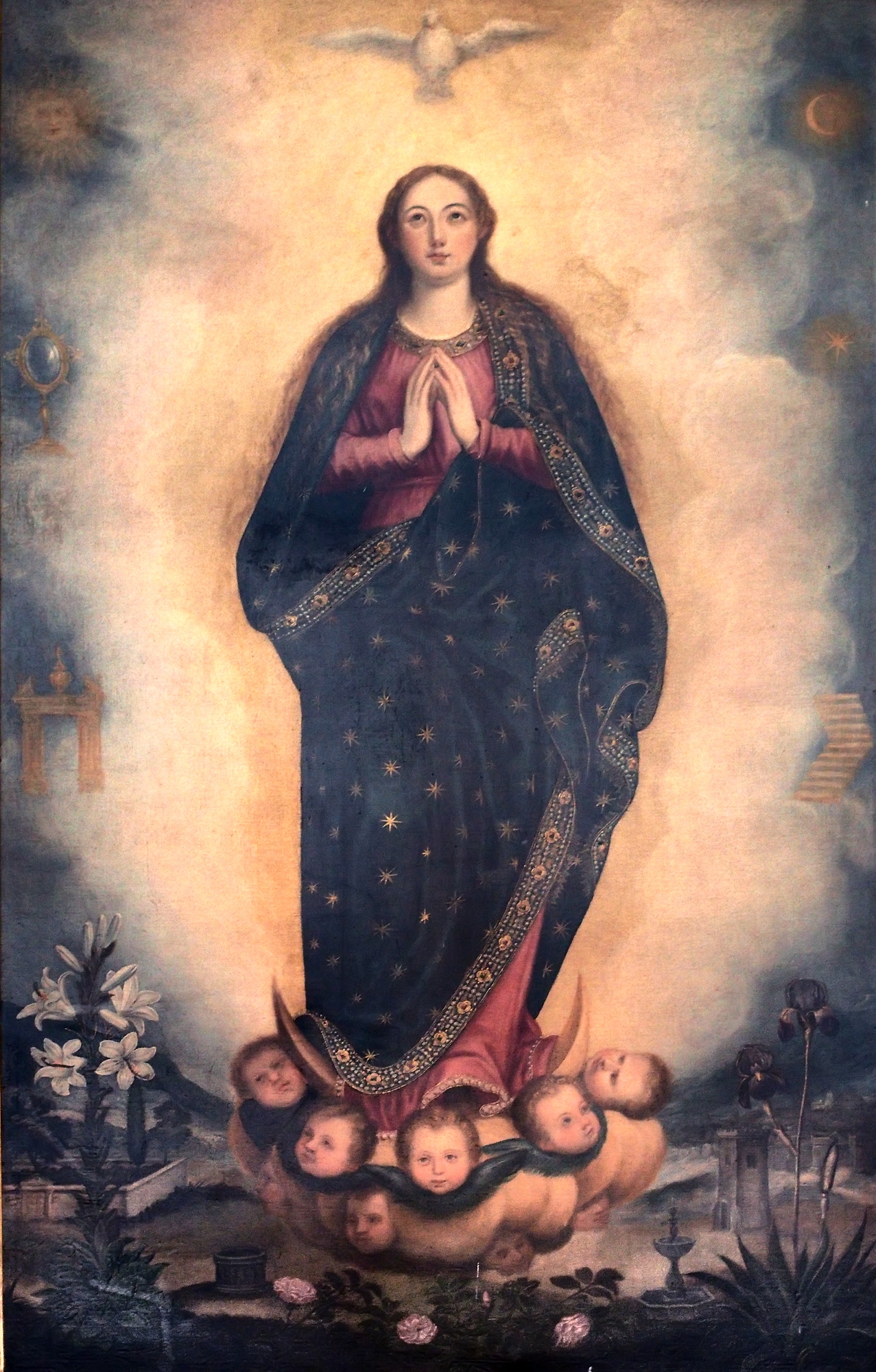
Óleo representando la Inmaculada Concepción por Sánchez Cotán (pps.).

Bendita sea tu pureza es una oración católica en forma de décima, dedicada a la Inmaculada Concepción.

## Historia
Existen diversas teorías sobre su origen. La primera de ellas atribuye la oración a fray Antonio Panes (1621-1676), místico franciscano. El franciscano habría compuesto la décima en honor de la Inmaculada Concepción, mientras vivía en Priego hacia 1640. Una fuente menciona el convento de San Miguel en Priego (provincia de Cuenca).Otra se inclina hacia el convento de Priego de Córdoba (provincia de Córdoba en España).
Para otros autores, la décima está ausente en la obra de Panes La escala mística y estímulo del amor Divino y apareció incluida en el devocionario Breve manual cristiano, instructivo y devoto para el común del pueblo fiel, recopilado por Manuel María de Sanlúcar Díaz de Bedoya y publicado en 1847.
A mediados del siglo XIX la oración fue difundida y popularizada a instancias de Antonio María Claret. Durante este siglo la oración se introdujo en diversos devocionarios, y fue puesta en música por varios autores, entre ellos Cándido Candi, Urbano Aspa y Remigio Ozcoz. La oración acabó convirtiéndose en una oración popular católica entre los hispanohablantes hasta la actualidad.

## Texto
La oración toma forma de poesía, en concreto de décima. El texto es el siguiente:
Bendita sea tu pureza
y eternamente lo sea,
pues todo un Dios se recrea
en tan graciosa belleza.
A Ti, celestial Princesa,
Virgen Sagrada María,
yo te ofrezco en este día
alma, vida y corazón.
Mírame con compasión,

no me dejes, Madre mía.